# Quỹ đầu tư ủy thác
Quỹ đầu tư uỷ thác (tiếng Anh: Unit Investment Trust/UIT- là một dạng công ty đầu tư của Mỹ phát hành danh mục chứng khoán cố định trong một thời gian xác định. Các quỹ đầu tư uỷ thác được liên kết bởi nhà tài trợ và được bán cho nhà đầu tư thông qua các nhà môi giới chứng khoán. Danh mục đầu tư của quỹ có thể bao gồm một vài loại chứng khoán khác nhau. Hai loại chứng khoán chính mà quỹ đầu tư là uỷ thác cổ phiếu và uỷ thác trái phiếu. Không giống như quỹ tương hỗ, quỹ đầu tư uỷ thác được lập ra trong một khoản thời gian xác định với một danh mục đầu tư cố định. Điều đó có nghĩa là chứng khoán của quỹ đầu tư uỷ thác không được bán hoặc mua thêm mới (trừ những trường hợp hữu hạn như: công ty bị phá sản hoặc sáp nhập). Công ty uỷ thác cổ phiếu thường nhằm mục đích làm tăng giá trị của đồng vốn và (hoặc) thu nhập từ cổ tức. Họ thường phát hành một lượng đơn vị nhất định trong một thời gian đã được xác định, trước khi thời hạn chào bán chính kết thúc. Công ty uỷ thác vốn cổ phần đưa ra ngày hạn về việc trả nợ và phân phối giá trị tài sản ròng cho các nhà nắm giữ đơn vị. (Nhà đầu tư nắm giữ đơn vị cổ phần có thể có quyền lựa chọn đặc biệt trong việc tái đầu tư số tiền này).
Công ty uỷ thác trái phiếu phát hành một số lượng đơn vị nhất định và sau khi trái phiếu đã được bán hết thì thời gian chào bán chính được đóng lại. Khi đó công ty uỷ thác tiếp tục trả số tiền thu nhập hàng tháng cho tới khi trái phiếu tiếp theo được trả. Quá trình này diễn ra cho đến khi toàn bộ trái phiếu được thanh khoản hết từ quỹ. Uỷ thác trái phiếu nói chung là thích hợp cho những khách hàng tìm kiếm các thu nhập hiện tại và sự ổn định của đồng tiền. Uỷ thác đầu tư có thể được tạo ra thông qua những công ty như Regulated Investment Coporation (RIC) hoặc Grantor Trust. RIC là một dạng công ty mà các nhà đầu tư được tham gia như là chủ sở hữu. Grantor Trust thì ngược lại cho phép nhà đầu tư một phần sở hữu bằng các chứng khoán cơ bản. Quỹ đầu tư uỷ thác được thành lập thông qua một loại giấy tờ gọi là bản giao kèo uỷ thác. Nhà tài trợ của quỹ sẽ soạn ra bản giao kèo này trong đó có tên của công ty được uỷ thác và người đánh giá. Theo luật của Mỹ, nhà tài trợ và công ty được uỷ thác không thể là một. Nhà tài trợ lựa chọn và lên danh sách các loại chứng khoán cho quỹ. Công ty được uỷ thác quản lý các chứng khoán này, lưu giữ các thông tin về người nắm giữ đơn vị và thực hiện tất cả các công việc về kế toán và báo cáo thuế đối với danh mục đầu tư. Một số các nhà tài trợ thành lập ra công ty uỷ thác lớn nhất là First Trust Portfolios và các nhà tài trợ khác nhỏ hơn như Van Kampen và Claymore Securities). Các công ty môi giới lớn nhất như Merrill Lynch và A.G.Edwards bán các chứng khoán uỷ thác đó.